# Wayne C. Booth
Wayne Clayson Booth (American Fork, 22 febbraio 1921 – Chicago, 10 ottobre 2005) è stato un insegnante e critico letterario statunitense.

## Biografia
Nato in Utah, in una famiglia di mormoni, da Wayne Chipman (morto quando il critico aveva 6 anni) e Lillian Booth (aveva una sola sorella, Lucille).
Studiò alla Brigham Young University e alla University of Chicago, per poi diventare insegnante di letteratura inglese al Haverford College, al Earlham College e alla stessa università di Chicago, dove insegnò dal 1947 al 1950 e nuovamente dal 1962 alla pensione nel 1992 (ma continuando a gravitare intorno all'università fino alla morte) in una lunga e prestigiosa carriera, diventando "professore emerito" e rappresentante della critica letteraria oggi nota come "Scuola di Chicago", insieme ai colleghi Ronald Salmon Crane (di cui fu allievo diretto), Norman Maclean, Elder Olson, Barbara Foley, o James Phelan.
Oltre a studiare e insegnare letteratura e retorica, suonava anche, dall'età dei 31 anni, il violoncello, come ricorda lui stesso in For the Love of It (1999), libro dedicato all'amore per la musica vissuta da dilettante. La moglie, Phyllis, di professione psicologa, suonava il violino e altri amici li raggiungevano per quartetti che non erano solo "domenicali". La coppia ha avuto due figlie, Katherine e Alison, e la tragedia di un figlio, John Richard, morto in un incidente stradale a 19 anni.
Gli ultimissimi anni visse un problema di demenza che pare però non riuscì a levargli del tutto il suo famoso humour.

## Opere
La sua opera più famosa è The Rethoric of Fiction (pubblicata per la prima volta nel 1961 e da allora ristampata in molte edizioni e tradotta in diverse lingue), dove, in anticipo su studi di semiologia letteraria, analizza e dimostra il valore retorico della narrativa. Successivamente i suoi studi prendono una chiave di "critica etica", lavorando intorno ai concetti di "responsabilità" e "comunità" di scrittori e lettori (per esempio, in The Company We Keep, 1988). Altri concetti da lui introdotti o analizzati sono quelli della "credibilità" del narratore e dell'"autore implicito" nel testo. Un'altra opera di successo e tuttora ristampata è The Rhetoric of Irony (1974) sull'ironia e sul suo uso rispetto alla conoscenza comune tra scrittore e lettore.
Fu cofondatore della rivista Critical Inquiry (che diresse dal 1974 al 1985), ma contribuì anche ad altre pubblicazioni per le quali gli vennero dati diversi premi. Fu anche socio dell'American Academy of Arts and Sciences e presidente della "Modern Language Association" dal 1981 al 1982.
L'Università di Chicago dal 1991 ha istituito il premio annuale "Wayne C. Booth Graduate Student Prize for Excellence in Undergraduate Teaching" rivolto a insegnanti e dato da studenti e colleghi.